# Sinntal
Sinntal är en kommun i Main-Kinzig-Kreis i Regierungsbezirk Darmstadt i förbundslandet Hessen i Tyskland. Kommunen bildades 1 juli 1972 genom en sammanslagning av de tidigare kommunerna Mottgers, Schwarzenfels och Weichersbach.  Altengronau, Jossa, Oberzell och Sterbfritz uppgick i Sinntal 1 juli 1974 och Züntersbach 1 januari 1977.